# أوميتيوتل

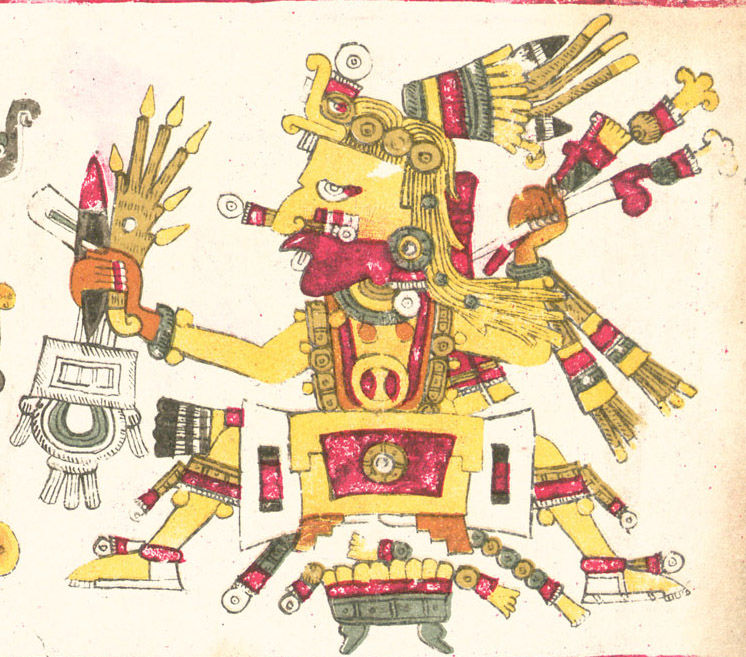

أوميتيوتل (بالإنجليزية: ometeotl)‏ إله ثنائي الجنس. الكائن الأعلى للتولتيك والأزتيك. خلق أوميتيوتل نفسه، وبالتالي، كان خارج المكان والزمان. عاش في أوميوكان، مكان الازدواجية/الثنائية. كان هذا أعلى مستوى من 13 مستوى في السماء. تحته عاش هيأتاه من الذكور والإناث، وهما، أوميتيسيهوتلي Ometecuhtli وأوميسيهوتل Omecihuatl. لم يقم الأزتيك ببناء أي معابد له ونادراً ما قاموا بعمل أي صور. أوميتيوتل المعبود الأزتيكي للطباق antithesis يُمَثل كأُنثى وكذكر معاً.
هو (إلهان) كائن بدائي في الأزتيك (أمريكا الوسطى الكلاسيكية) [المكسيك]. وفقًا لبعض التقاليد، هو تجسيد للمبدأ المزدوج في قوة الخنوثة التي يعتقد الأزتيك أنها الحقيقة الوحيدة، وكل شيء آخر وهم. يحكم أوميتيوتل في أعلى السماء (الثالثة عشرة)، أوميوكان (مكان الازدواجية/ثنائي القطب) التي تقع فوق الشمس والقمر والرياح وعناصر أخرى. أوميتوتل يُخصب نفسه لتوليد أربعة تيزكاتليبوكاس (جوانب الشمس). لا توجد عبادة رسمية لأوميتيوتل، لكنه اعتبر حاضرا في كل جانب من جوانب الطقوس.
اسمه مركب من ome (اثنين) وteotl (طاقة مقدسة/الرب/السيد).